# Hurley, Warwickshire
Hurley är en ort i Storbritannien.   Den ligger i grevskapet Warwickshire och riksdelen England, i den södra delen av landet, 160 km nordväst om huvudstaden London. Hurley ligger 88 meter över havet och antalet invånare är 1 000.
Terrängen runt Hurley är platt. Runt Hurley är det ganska tätbefolkat, med 222 invånare per kvadratkilometer. Närmaste större samhälle är Birmingham, 18,9 km sydväst om Hurley. Trakten runt Hurley består till största delen av jordbruksmark.